# Preselekcja
Preselekcja – usługa telekomunikacyjna dostępna w pełnym zakresie wyłącznie dla abonentów sieci telefonii stacjonarnej operatora o znaczącej pozycji rynkowej (Telekomunikacja Polska S.A.), umożliwiająca ustanowienie innego niż TP S.A. operatora telekomunikacyjnego, za pośrednictwem którego zestawiane będą krajowe i międzynarodowe połączenia do innych użytkowników końcowych. Połączenie są realizowane poprzez wybieranie z aparatu telefonicznego numeru abonenta, bez konieczności każdorazowego wskazywania numeru dostępu (NDS) wybranego operatora. Preselekcja nie ma wpływu na sposób zestawiania połączeń alarmowych, do służb o skróconej numeracji, a także do "sieci inteligentnej" (usługi o podwyższonej opłacie, a także infolinie 800/801), które zawsze są zestawiane przez operatora telekomunikacyjnego, któremu płacimy abonament telefoniczny. Abonenci TPS.A. mogą wybrać przez złożenie zlecenia preselekcji jednego dostawcę publicznie dostępnych usług telefonicznych w zakresie połączeń krajowych oraz jednego w zakresie połączeń międzynarodowych, co nie wyklucza możliwości wyboru tego samego dostawcy usług dla połączeń krajowych i międzynarodowych.
Abonenci innych operatorów z powodu braku odpowiednich umów międzyoperatorskich, z reguły nie mają możliwości ustawienia preselekcji na innego operatora, lub możliwość tę mają ograniczoną do kilku operatorów.
Wybór operatora możliwy jest w drodze:
1. Selekcji połączeń - doraźny wybór innego operatora przez abonenta poprzez każdorazowe wybieranie numeru docelowego z odpowiednim numerem dostępowym (NDS): 10xx AB SPQMCDU albo 10xxx AB SPQMCDU, gdzie X - oznacza dowolną cyfrę.
2. Preselekcji - stałe kierowanie połączeń krajowych oraz międzynarodowych do wybranego dostawcy usług telefonicznych bez konieczności każdorazowego wybierania numeru dostępowego NDS: AB SPQMCDU (numer dostępowy jest w tym przypadku dodawany automatycznie przez centralę telefoniczną). Preselekcja jest uruchamiana na linii abonenckiej. Jest to uprawnienie realizowane przez TP S.A. poprzez złożenie pisemnego zlecenia. Założona Preselekcja nie ogranicza abonentom możliwości dodatkowego wyboru innych operatorów w drodze selekcji połączeń.